# Спинелли, Клаудио
Клаудио Пауль Спинелли (исп. Claudio Paul Spinelli; родился 21 января 1998 года, Буэнос-Айрес, Аргентина) — аргентинский футболист, нападающий клуба «Депортиво Мальдонадо».

## Биография
Спинелли — воспитанник клуба «Тигре». 25 марта 2017 года в матче против «Росарио Сентраль» он дебютировал в аргентинской Примере. Летом того же года для получения игровой практики Клаудио на правах аренды перешёл в «Сан-Мартин Сан-Хуан». 27 августа в матче против «Патронато» он дебютировал за новую команду. 12 февраля 2018 года в поединке против «Атлетико Тукуман» Спинелли забил свой первый гол за «Сан-Мартин Сан-Хуан». В 13 матчах Кладио забил 7 голов.
Летом 2018 года Спинелли перешёл в итальянский «Дженоа». Сумма трансфера составила 3,6 млн евро. Для получения игровой практики Клаудио сразу же был отдан в аренду в «Кротоне».
В январе 2019 года Спинелли отправился в аренду в «Архентинос Хуниорс», а спустя полгода — в «Химнасию и Эсгрима». Сезон 2020/21 провёл в аренде в словенском «Копере».
Летом 2021 года подписал контракт с украинским клубом «Александрия».